# Пьянство
Пья́нство — регулярное употребление алкогольных напитков в значительных количествах; это состояние не классифицируется как алкоголизм, но предшествует ему.
В словаре Д. Н. Ушакова: «Постоянное и невоздержанное потребление спиртных напитков».
Пьянство ведёт к различным заболеваниям и преступлениям[уточнить]. Для употребляющего чрезмерное употребление спиртосодержащих напитков приводит к циррозу печени, хроническому панкреатиту, алкогольному гепатиту и другим заболеваниям. Часто люди умирают, приняв смертельную дозу этанола.
Является масштабной проблемой Финляндии, Эстонии, Латвии, Литвы, Украины, России, Великобритании, Германии, США и многих других государств и стран, так как наносит большой финансовый и демографический ущерб. Только в России от отравлений крепким алкоголем ежегодно умирает, по разным источникам, 30—40 тыс. жителей. В 2018 году в России умерло от случайных отравлений алкоголем 11 тысяч или 7,5 человек в пересчёте на каждые 100 000 человек населения.
В России со спиртными напитками и пьянством (попойками, гульбой и пр.) связаны многие традиции: свадьба, похороны, дни рождения, юбилеи. Существует огромный пласт устного народного творчества, посвящённого пьянству и пьяницам. В старину у восточных славян опойцев, то есть умерших от пьянства, относили к заложным покойникам.

## Классификация
Существуют различные классификации по степени приверженности к алкогольным напиткам:
Классификация по Дунаевскому и Стяжкину
1. Абстиненты: Лица, не употребляющие спиртные напитки, или их употребление столь редко, что им можно пренебречь
2. Случайные выпившие: Лица, употребляющие алкоголь в среднем 50—150 мл в течение года (здесь и далее в пересчёте на чистый спирт)
3. Умеренно пьющие: Лица, употребляющие алкоголь в среднем 100—150 мл в течение месяца
4. Систематически пьющие: Лица, употребляющие алкоголь в среднем 200—300 мл в неделю
5. Привычно пьющие: Лица, употребляющие алкоголь в среднем 500 мл и более в неделю, но не имеющие при этом клинически выраженных нарушений
6. Прочие: Лица, употребляющие алкоголь в количествах, не приведённых в этой таблице

Классификация по Лисицину и Сточику
1. не употребляющие
2. употребляющие умеренно
3. злоупотребляющие
  1. без признаков хронического алкоголизма
  2. с признаками хронического алкоголизма

## Течение
В большинстве случаев пить человек начинает в подростковом возрасте, чуть раньше в низших слоях общества. Обычными мотивами бывают застенчивость, желание влиться в компанию, замкнутость, или, что часто, вовлечение в свой круг уже начавшими выпивать собутыльниками. Часто дети пьяниц и алкоголиков тоже рано начинают пить, ведь алкоголь для них обыден. Пьянство у подростков часто сочетается различными нервно-психическими нарушениями. В 2010 году в России 63 % старшеклассников употребляли спиртные напитки. У части подростков уже на этой стадии появляется зависимость и они становятся на I стадию алкоголизма. Иногда используют понятие пивной алкоголизм: подростки употребляют чаще лёгкие спиртные напитки. Уникальной средой для выпивки некоторые медики называют колледжи и ВУЗы
Следующий этап — работа (стрессы, «корпоративы», коллектив и другие).

## Заболевания
Злоупотребляющим спиртным грозят многие заболевания, и первое из них травматизм, в том числе в дорожно-транспортных происшествиях. Огромное влияние спирт оказывает на центральную нервную систему, нарушая её работу. При кол-ве 0,04-0,05 % теряется способность разумно рассуждать, при увеличении до 0,1 % — способность контролировать движения и т.д.
Алкоголь пагубно влияет на пищеварительную систему путём нарушения моторной деятельности, а также на слизистые оболочки и моторную деятельность протока поджелудочной железы и другие особенности. Таким образом образуется дефицит питания.
И, наконец, при приёме большой дозы алкоголя возможен смертельный исход.

## Группы риска

### Мужчины
По данным отчёта ВОЗ, во всех регионах мужчины выпивали чаще, они реже воздерживались от алкоголя. Кроме того, женщины реже уходили в запой. Смертность от причин, связанных с алкоголизмом, более распространена среди мужчин, чем среди женщин. В России гендерный разрыв в потреблении алкоголя является одной из важных причин гендерного разрыва в продолжительности жизни. При этом женщины чаще мужчин страдают от последствий употребления алкоголя своим партнёром или членом семьи. В США гендерный разрыв в употреблении алкоголя сокращается.
Одной из причин разрыва в употреблении алкоголя между мужчинами и женщинами могут быть биологические различия: например, в женских телах меньше воды, поэтому женщины быстрее достигают высокого уровня алкоголя в крови при том же выпитом объёме алкоголя, что и мужчины, и это может быть одной из причин, по которым первые выпивают меньше. Но гендерный разрыв в потреблении алкоголя различается между странами, и было обнаружено, что в странах с наибольшими различиями в гендерных ролях наблюдаются наибольший разрыв в употреблении алкоголя мужчинами и женщинами. Различия при употреблении алкоголя женщинами и мужчинами могут отражать культуральные ожидания и гендерные роли. У лиц мужского гендера может быть повышенная мотивация принимать алкоголь для того, чтобы показать свою маскулинность, пойти на риск, усилить агрессивность и проявить свою силу.

### ЛГБТ
В ряде исследований наблюдалась повышенная распространённость потребления алкоголя и алкогольной зависимости у лесбиянок и бисексуалок. В то время как гомосексуальные мужчины пьют ненамного больше, чем гетеросексуальные. Среди трансгендерных людей, похоже, также наблюдается повышенная распространённость злоупотребления алкоголем.
Согласно теории стресса меньшинств, важной причиной разрыва в злоупотреблении алкоголем может быть дискриминация сексуальных меньшинств. Стресс меньшинств — уникальный, хронический, социально-обусловленный стресс, затрагивающий ЛГБТ-людей, сталкивающихся с гомофобией. Качественные данные свидетельствуют о том, что использование алкоголя для борьбы со стрессом меньшинств является основной причиной потребления алкоголя у гомосексуальных людей, и другие исследования подтверждают связь между расстройством употребления алкоголя и подверженностью дискриминации. Трансфобия также оказалась связана с увеличением риска злоупотребления алкоголем у транс-персон.
Кроме того, институциональная гомофобия также может быть связана с ростом риска расстройства употребления алкоголя: в проспективном исследовании было обнаружено, что принятие законов о запрете брака для однополых пар вызвало рост расстройств употребления алкоголя среди ЛГБТ. Дискриминация в сфере здравоохранения также могла сыграть свою роль.
Женщины из числа сексуальных меньшинств также чаще подвергаются насилию, что может быть причиной повышенного риска пьянства и алкогольной зависимости.
Традиционно гей-бары являются важным местом для общения ЛГБТ. Вероятно, поэтому женщины из числа сексуальных меньшинств проводят больше времени в барах и на вечеринках и потребляют там больше алкоголя, чем гетеросексуальные женщины.
Разрыв в употреблении алкоголя наблюдается преимущественно между гомосексуальными и гетеросексуальными женщинами, потому что лесбиянки реже придерживаются традиционных женских гендерных ролей, снижающих уровень злоупотребления алкоголем среди женщин.
В то же время, гомосексуальные мужчины больше заботятся о внешнем виде и меньше, чем гетеросексуальные мужчины, склонны доказывать традиционную маскулинность через употребление алкоголя.

## Памятники
- В Красноярске установлен памятник «Дядя Вася — пьяница»[20].